# Lourdes Vega
Pour les articles homonymes, voir Véga (homonymie).
Lourdes Vega Fernández, née le 8 janvier 1965 à Villanueva del Fresno (province de Badajoz, Estrémadure), est une physicienne et chimiste espagnole, spécialiste de la modélisation moléculaire, de la valorisation du dioxyde de carbone et de l'utilisation du dihydrogène comme combustible.

## Biographie
Lourdes Vega, de son nom complet María Lourdes Vega Fernández, naît le 8 janvier 1965 à Villanueva del Fresno, dans la province de Badajoz. Septième d'une fratrie de neuf enfants, elle grandit dans un environnement familial porté sur les sciences : son père, professeur de chimie à Zafra, est le premier diplômé de l'Université nationale d'enseignement à distance (UNED). Après une éducation secondaire dans sa ville natale, puis à Badajoz et à Séville, elle s'oriente vers des études de physique à l'université de Séville. Attirée par la recherche, elle s'engage dans un projet de doctorat en modélisation moléculaire : elle mène une partie de sa thèse à Los Angeles, au sein de l'université de Californie du Sud, où elle apprend l'anglais en autodidacte à l'âge de 25 ans. Après l'obtention de son diplôme en 1992, elle accepte un poste de chercheuse postdoctorale au sein de la prestigieuse université Cornell, où elle exerce jusqu'en 1995. Elle est ensuite professeure de génie chimique à l'université Rovira i Virgili de Tarragone, où elle développe un programme doctoral international et dirige sa propre équipe de recherches.
Après huit années dans cette université, au cours desquelles elle accède au poste de vice-directrice de l'école de génie chimique, elle devient en 2003, à l'âge de 37 ans, l'une des plus jeunes chercheuses du Consejo Superior de Investigaciones Científicas (CSIC), la principale agence publique de recherches d'Espagne. Elle y poursuit ses recherches en modélisation moléculaire, qui trouvent notamment des applications dans le captage et la valorisation du dioxyde de carbone (CO2) et d'autres polluants de l'air et de l'eau. En 2007, elle quitte le CSIC pour diriger le centre de recherches public-privé Matgas, situé sur le campus de l'université autonome de Barcelone et détenu majoritairement par l'entreprise chimique espagnole Carburos Metálicos (es) (dont elle devient également la directrice de recherche et développement). Elle y mène plusieurs projets auxquels collaborent l'entreprise, le CSIC et plusieurs universités : l'un des principaux est le projet Sost-CO2 sur le captage et la valorisation du CO2,,, qui donne lieu à plusieurs brevets, produits et récompenses — notamment le Prix du partenariat public-privé de la Généralité de Catalogne. Durant cette période, Lourdes Vega reçoit plusieurs distinctions : elle est nommée « physicienne d'excellence » par le Colegio de Físicos en 2010, puis remporte en 2013 le Prix de physique, d'innovation et de technologie de la Société royale espagnole de physique (en) et de la fondation BBVA (es) pour son travail d'application de la physique statistique au monde de l'industrie,.
En 2015, elle quitte Matgas et fonde sa propre société de conseil en ingénierie. Elle est alors recrutée pour diriger des projets de recherche à Abou Dabi, aux Émirats arabes unis : elle prend la tête du Centre de recherche et d'innovation sur le CO2 et l'hydrogène, tout en occupant la chaire de génie chimique de l'université Khalifa (en). En parallèle, elle devient la première femme à siéger au conseil d'administration du groupe chimique Ercros (es). En 2017, elle est également élue à l'Académie des sciences mathématiques, physico-chimiques et naturelles de Grenade,. Trois ans plus tard, ses travaux sur les produits durables lui valent d'être la première personne non arabe à recevoir la médaille Mohammed-ben-Rachid pour l'excellence scientifique, la plus haute distinction scientifique des Émirats arabes unis.
Élue membre de l'American Institute of Chemical Engineers (AIChE) en 2021 et membre correspondante de l'Académie royale des sciences d'Espagne en 2023, Lourdes Vega siège aussi au conseil scientifique des Émirats arabes unis et au conseil d'administration du Canal de Isabel II, tout en exerçant les fonctions d'éditrice en chef du Journal of Molecular Liquids.

## Travaux
En tant que chercheuse en simulation moléculaire, les principaux travaux de Lourdes Vega portent sur la conception de modèles pour prédire le comportement thermodynamique de composés chimiques. Ses recherches trouvent notamment des applications dans le développement de matériaux innovants pour la séparation de gaz et de polluants, au premier rang desquels le CO2 : Lourdes Vega a contribué à la mise au point de procédés permettant de capter et de valoriser ce dernier dans les domaines de la conservation des aliments, de la qualité de l'eau, de la science des matériaux ou encore de la dépollution de l'air et de l'eau.
Lourdes Vega est aussi considérée comme une experte dans le développement du dihydrogène en tant que combustible durable. À ce titre, elle intervient dans plusieurs événements internationaux pour appeler à davantage d'investissements dans l'hydrogène propre,. Si ces efforts sont réalisés, elle prédit au début des années 2020 l'avènement d'avions à hydrogène pour les vols courts (de type Madrid-Santander) durant la décennie 2030, ainsi que le développement à court terme de canalisations d'hydrogène dans les villes, comparables aux réseaux de distribution de gaz naturel.
Autrice de plus de 260 publications scientifiques et de six brevets en exploitation, Lourdes Vega fait partie des 2 % de scientifiques les plus cités au niveau mondial dans le domaine du génie chimique en 2021.